# Рудня (Житковичский район)
Рудня (бел. Рудня) — деревня в Рудненском сельсовете Житковичского района Гомельской области Беларуси.

## География

### Расположение
Находится на участке дороги Житковичи — Петриков. В 10 км на юго-восток от районного центра и железнодорожной станции Житковичи (на линии Лунинец — Калинковичи), 223 км от Гомеля.
Деревня находится на территории Житковичского ботанического заказника республиканского значения.

### Полезные ископаемые
Вблизи деревни (северо-западной части) обнаружены крупные залежи каменного угля. Под самой деревней найдены залежи железной руды (от этого кстати и название деревни).

### Гидрография
На реке Науть (приток реки Припять), на юге — водохранилища рыбхоза.
Имеется сеть платных прудов, принадлежащие Припятскому Национальному парку

## Транспортная сеть
На автомобильной дороге Житковичи — Петриков. Планировка состоит из разделённых рекой 2 частей: восточной (к прямолинейной улице, ориентированной с юго-запада на северо-восток, присоединяются с севера короткая прямолинейная улица, с юга — 2 переулка) и западной (к плавно изогнутой улице, близкой к меридиональной ориентации, на западе присоединяется короткая прямолинейная улица). Застройка двусторонняя, деревянная, усадебного типа.

## История
Согласно письменных источников известна с XVIII века как деревня в Мозырском повете Минского воеводства Великого княжества Литовского. Упоминается что на территории деревни была кузница.
После 2-го раздела Речи Посполитой (1793 год) в составе Российской империи. В 1879 году упоминается как селение в Житковичском церковном приходе. С 1896 года работала водяная мельница. Согласно переписи 1897 года деревня Коленская Рудня. В 1912 году в наёмном доме открыта школа, а в 1922 году для неё построено отдельное здание. (Ныне там расположены библиотека и клубя)
С 20 августа 1924 года до 17 декабря 1980 года центр Руднянского сельсовета Житковичского района Мозырского округа (до 26 июля 1930 года и с 21 июня 1935 года до 20 февраля 1938 года), с 20 февраля 1938 года Полесской, с 8 января 1954 года Гомельской областей. В 1930 году организован колхоз «Советская Беларусь», работали кузница и водяная мельница. Во время Великой Отечественной войны 5 июля 1944 года освобождена от захватчиков. 37 жителей погибли на фронтах. Согласно переписи 1959 года в составе совхоза «Житковичи» (центр — посёлок Гребенёвский). Действовали начальная школа, клуб, библиотека, фельдшерско-акушерский пункт, швейная мастерская, отделение связи, ферма, магазин.
В 2021 году деревня была вынесена из списка радиационно-загрязненной территории из-за аварии на ЧАЭС.

## Население

### Численность
- 2004 год — 88 хозяйств, 190 жителей.

### Динамика
- 1795 год — 7 дворов.
- 1834 год — 10 дворов, 58 жителей.
- 1897 год — 62 двора, 337 жителей (согласно переписи).
- 1917 год — 492 жителя.
- 1921 год — 84 двора.
- 1959 год — 467 жителей (согласно переписи).
- 2004 год — 88 хозяйств, 190 жителей.

## Экономика
Ферма

## Инфраструктура
Клуб, магазин.

## Достопримечательность
- Памятник погибшим жителям деревни, сражавшимся на фронтах Великой Отечественной войны.

## Известные лица
- Александр Николаевич Алпеев (1946—2017) — профессор, ректор МГЭИ (Международного Гуманитарно-Экономического Института).
- Николай Васильевич Богуш — писатель.
- Людмила Николаевна Богуш — ветеран труда.